# Megara (Disney)
Pour les articles homonymes, voir Mégara.
Megara est un personnage de fiction qui est apparu pour la première fois dans le long métrage d'animation Hercule. Elle est inspirée du personnage Mégara de la mythologie grecque.

## Description
Megara est sarcastique, coquette, forte et indépendante. Elle préfère faire les choses en suivant son propre instinct, mais après avoir rencontré Hercule, elle le suit, le temps d'un instant, dans ses aventures. Très peu d'informations sont disponibles sur le passé de Megara, à part le fait qu'elle avait vendu son âme à Hadès pour sauver son amant qui, après avoir été libéré, a fui vers une autre jeune fille. Megara fut alors contrainte d'obéir à Hadès.
Megara a rencontré Hercule alors qu'elle tentait de convaincre le gardien du fleuve, Nessus, de se joindre à Hadès. Hercule pensant qu'elle était une demoiselle en détresse, vint à son secours. Bien qu'Hercule la trouve sympathique et plutôt « à son goût », Philoctète et Pégase ne l'apprécient guère. Lorsqu'Hadès découvre qu'Hercule ne laisse pas Megara totalement indifférente, il promet de la libérer de son emprise si en retour elle aborde le jeune homme pour lui trouver une faiblesse. Cependant, Megara se rend compte qu'elle aime Hercule et préfère renoncer à sa liberté plutôt que d'aider Hadès à lui faire du mal. Hadès prend Megara en otage et accepte de lui rendre sa liberté si Hercule renonce à sa force physique.
Megara, voulant sauver la vie d'Hercule épuisé qui venait de vaincre le Cyclope, se fit écraser par une colonne. Hercule se rend aux Enfers pour récupérer l'âme de son amie. Une querelle s'ensuit entre Hadès et Hercule qui la remporte finalement. Hercule et Megara sont transportés vers le Mont Olympe. Hercule est accueilli par les dieux et est maintenant apte à devenir, lui-même un dieu. Il refuse néanmoins cette proposition, pour vivre sa vie avec Megara sur Terre.

### Apparence
- L'animateur responsable de Megara est Ken Duncan

## Interprètes
- Voix originale : Susan Egan
- Voix allemande : Jasmin Tabatabai
- Voix espagnole d'Espagne : Nuria Mediavilla
- Voix française : Mimi Félixine
- Voix italienne : Veronica Pivetti
- Voix japonaise : Shizuka Kudō
- Voix latino-américaine : Tatiana
- Voix québécoise : Céline Bonnier et Dominique Faure (chant)

## Chansons interprétées par Megara
- Jamais je n’avouerai (I won’t say, I’m in love) avec les Muses

## Caractéristiques particulières
Megara est le premier personnage féminin de Walt Disney que l'on voit ressusciter.